# Drimis
Drimis (lat. Drimys), rod vazdazelenih grmova do drveća iz porodice Winteraceae. Postoji sedam vrsta koje rastu od Meksika do Ognjene zemlje. U nju neki autori uključuje i vrste roda Tasmannia, među kojima je poznata ljekovita začinska vrsta planinski papar (Tasmannia lanceolata ili Drimys aromatica). Vrste roda Tasmannia autohtone su u Maleziji, Papuaziji i Australiji.
Rod je opisan u Characteres Generum Plantarum 83, no. 42. 1775.

## Vrste
1. Drimys andina (Reiche) R. A. Rodr. & Quezada
2. Drimys angustifolia Miers
3. Drimys aromatica (R. Br.) F. Muell.
4. Drimys brasiliensis Miers
5. Drimys confertiflora Phil.
6. Drimys glaucifolia (J. B. Williams) comb. ined.
7. Drimys granadensis L. fil.
8. Drimys insipida (R. Br.) Pilg.
9. Drimys membranea F. Muell.
10. Drimys novoguineensis Kaneh. & Hatus.
11. Drimys piperita Hook. fil.
12. Drimys purpurascens Vickery
13. Drimys roraimensis (A. C. Sm.) Ehrend., I. Silberbauer-Gottsberger & Gottsb.
14. Drimys stipitata Vickery
15. Drimys vickeriana A. C. Sm.
16. Drimys winteri J. R. Forst. & G. Forst.
17. Drimys xerophila Parm.